# Bud's Recruit
Bud's Recruit est un film américain réalisé par King Vidor, sorti en 1918.

## Fiche technique
- Titre original : Bud's Recruit
- Réalisation : King Vidor
- Scénario : King Vidor, d'après une histoire du Juge Willis Brown
- Production : Willis Brown
- Société de production : Boy City Film Company
- Société de distribution : General Film Company
- Pays d’origine :  États-Unis
- Langue originale : anglais
- Format : noir et blanc — 35 mm — 1,37:1 — film muet
- Genre : Comédie dramatique
- Durée : 26 minutes
- Dates de sortie :
  - États-Unis : 19 janvier 1918
- Licence : Domaine public

## Distribution
- Ruth Hampton : Edith
- Thomas Bellamy : le garçon noir
- Ernest Butterworth Jr. : le garçon blanc
- Wallace Brennan : Bud Gilbert
- Robert Gordon : Reggie Gilbert
- Mildred Davis : la sœur d'Edith
- Juge Willis Brown : lui-même

## Autour du film
- Ce film est le premier d'une série de films basés sur des scénarios de Willis Brown, juge au tribunal pour enfants.